# 科西玛·瓦格纳

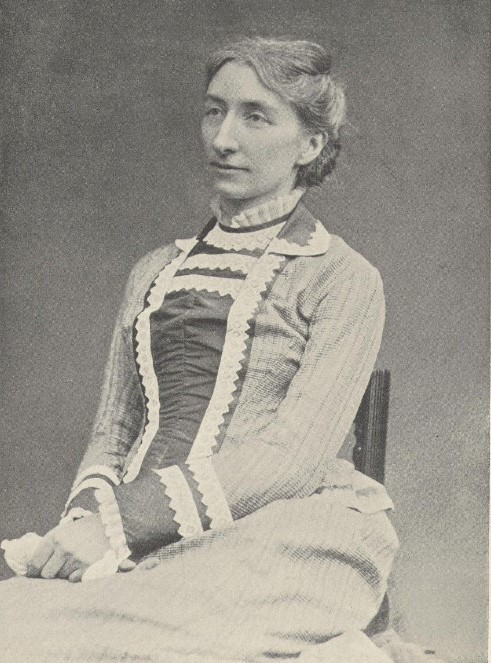
科西玛·瓦格纳（1877年）

科西玛·瓦格纳（Cosima Wagner，1837年12月24日—1930年4月1日），出生名弗兰切斯卡·加埃塔纳·科西玛·李斯特（Francesca Gaetana Cosima Liszt），作曲家李斯特·费伦茨之女，先后嫁给指挥家汉斯·冯·彪罗和作曲家理查德·瓦格纳，后者过世后担任拜罗伊特音乐节音乐总监。 

## 生平

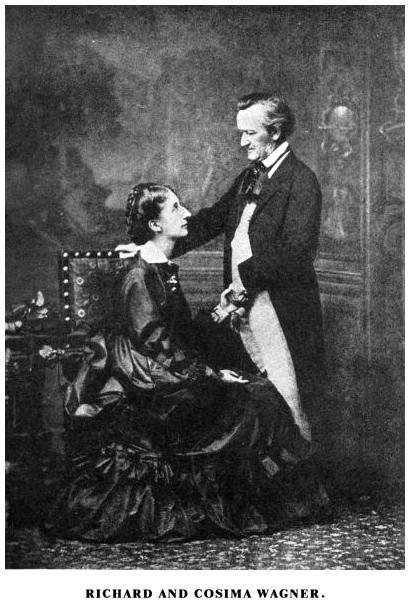
科西玛和丈夫理查德·瓦格纳（1872年）

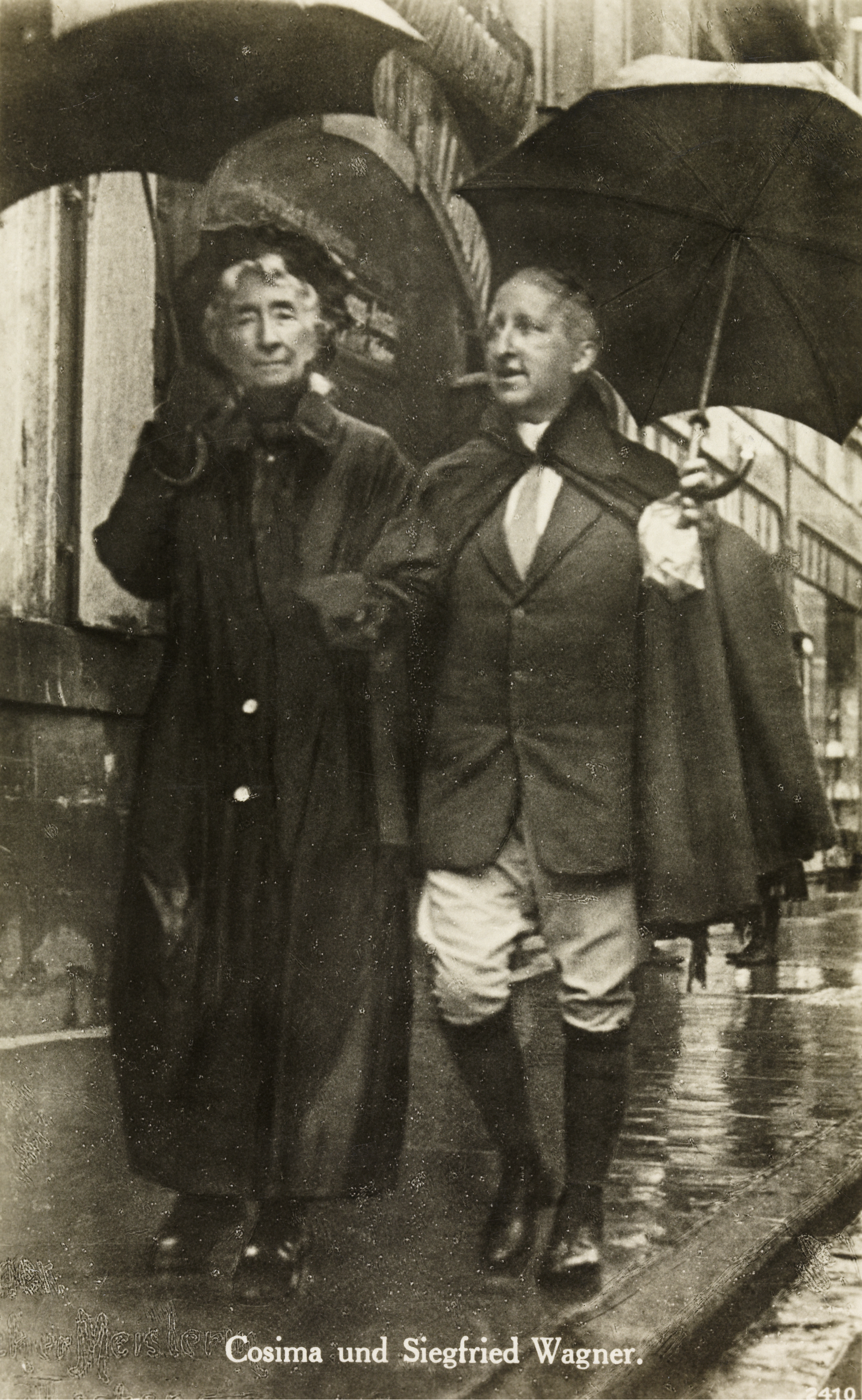
科西玛和儿子齐格弗里德·瓦格纳

科西玛·瓦格纳出生于哈布斯堡统治时期伦巴第-威尼西亚王国的市镇贝拉焦，是作曲家李斯特的私生女。其母亲是作家玛丽·达古尔特，科西玛是她与李斯特10年关系中的第二个孩子，“科西玛”一名来自于基督教殉道者圣葛斯默，科西玛还有姐姐布兰蒂内（Blandine）、弟弟丹尼尔（Daniel）。科西玛在祖母安娜·李斯特（Anna Liszt）的抚养下，在巴黎长大。 
1853年，李斯特九年以来首次和科西玛姐妹见面，一同在场的还有作曲家埃克托·柏辽兹和理查德·瓦格纳。1855年，科西玛姐妹被父亲送往柏林，由得意门生汉斯·冯·彪罗的母亲照顾。1857年，科西玛和冯·彪罗在柏林圣黑德维希主教座堂成婚，婚后生有两女。 
1862年起，科西玛和瓦格纳开始相熟，互生情愫。1865年，科西玛为瓦格纳生下长女伊索尔德（Isolde），次年两人搬到卢塞恩附近的特里布申居住。1867年和1869年，科西玛分别为瓦格纳生下第二个女儿艾娃（Eva）和儿子齐格弗里德（Siegfried）。 
1870年，科西玛正式和冯·彪罗离婚，随后与瓦格纳成婚。这一年的科西玛生日时，瓦格纳为其创作了《齐格弗里德牧歌》。 
瓦格纳1883年去世后，科西玛接班掌管拜罗伊特音乐节，直至1906年，继任者是她的儿子齐格弗里德·瓦格纳。1907年发现的小行星644以她命名。1930年，科西玛于拜罗伊特去世，遗体在科堡火化。

## 延伸阅读
- Carr, Jonathan. . London: Faber and Faber. 2008. ISBN 978-0-571-20790-9.
- Du Moulin Eckart, Richard. . New York: A.A. Knopf. 1930. OCLC 410838.
- Gutman, Robert W. . Harmondsworth, UK: Penguin Books. 1971. ISBN 978-0-14-021168-9.
- Hilmes, Oliver. . New Haven and London: Yale University Press. 2011. ISBN 978-0-300-17090-0.
- Holman, J(ames) K(nox). . Portland: Amadeus Press. 2001. ISBN 978-1-57467-070-7.
- Marek, George R. . London: Julia MacRae Books. 1981. ISBN 978-0-86203-120-6.
- Osborne, Charles. . London: Victor Gollancz Ltd. 1992. ISBN 978-0-575-05380-9.
- Rose, Paul. . London: Faber and Faber. 1996. ISBN 978-0-571-17888-9.
- Shaw, Bernard. . London: Grant Richards. 1898. OCLC 4815545.
- Skelton, Geoffrey (ed.). . London: Pimlico Books. 1994. ISBN 978-0-7126-5952-9.
- Spotts, Frederic. . New Haven and London: Yale University Press. 1994. ISBN 978-0-300-05777-5.
- Wagner, Richard, tr. Gray, Andrew. . Cambridge UK: Cambridge University Press. 1983. ISBN 978-0-521-22929-6.
- Watson, Derek. . London: J.M. Dent & Sons Ltd. 1989. ISBN 978-0-460-03174-5.